# Marrakesch E-Prix 2020
Der Marrakesch E-Prix 2020 (offiziell: 2020 ABB Formula E Marrakesh E-Prix) fand am 29. Februar auf dem Circuit International Automobile Moulay el Hassan in Marrakesch statt und war das fünfte Rennen der FIA-Formel-E-Meisterschaft 2019/20. Es handelte sich um den vierten Marrakesch E-Prix.

## Bericht

### Hintergrund
Nach dem Mexiko-Stadt E-Prix führte Mitch Evans in der Fahrerwertung mit einem Punkt vor Alexander Sims und mit acht Punkten vor António Félix da Costa. In der Teamwertung hatte BMW i Andretti Motorsport 14 Punkte Vorsprung auf Jaguar Racing und 15 Punkte Vorsprung auf Mercedes-Benz EQ.
Mit Sébastien Buemi und Jérôme D’Ambrosio (jeweils einmal) traten zwei ehemalige Sieger zu diesem Rennen an.

### Training
Das erste freie Training fand bereits am Tag vor dem Rennen statt. Jean-Éric Vergne konnte wegen gesundheitlicher Beschwerden nicht am Training teilnehmen und wurde in diesem Training durch James Rossiter ersetzt. António Félix da Costa war mit einer Rundenzeit von 1:17,863 Minuten Schnellster vor Evans und Maximilian Günther.
Evans fuhr in 1:17,309 Minuten die Bestzeit im zweiten freien Training vor Lucas di Grassi und Robin Frijns.

### Qualifying
Das Qualifying begann am Samstag um 11:00 Uhr und fand in vier Gruppen zu je sechs Fahrern statt, jede Gruppe hatte sechs Minuten Zeit, in der die Piloten maximal eine gezeitete Runde mit einer Leistung 200 kW und anschließend maximal eine gezeitete Runde mit einer Leistung von 250 kW fahren durften. Günther war mit einer Rundenzeit von 1:17,562 Minuten Schnellster und erhielt einen Punkt. Evans fuhr zu spät über die Zeitnahmelinie und blieb daher ohne gewertete Rundenzeit.
Die sechs schnellsten Fahrer fuhren anschließend im Superpole genannten Einzelzeitfahren die ersten sechs Positionen aus. Félix da Costa sicherte sich mit einer Rundenzeit von 1:17,158 Minuten die Pole-Position und damit drei Punkte. Die weiteren Positionen belegten Günther, André Lotterer, Nyck de Vries, Edoardo Mortara und Buemi.

### Rennen
Das Rennen ging über eine Zeit von 45 Minuten zuzüglich einer Runde. Jeder Fahrer musste den Attack-Mode zweimal aktivieren, nach der Aktivierung leistete das Fahrzeug für eine Zeit von vier Minuten maximal 235 kW statt 200 kW.
Félix da Costa gewann das Rennen vor Günther und Vergne. Die restlichen Punkteplatzierungen belegten Buemi, Mortara, Evans, di Grassi, Lotterer, Oliver Rowland und Sam Bird. Der Punkt für die schnellste Rennrunde unter den ersten Zehn ging an Evans.

## Meldeliste
Alle Teams und Fahrer verwendeten Reifen von Michelin.
| Team                                     | Fahrzeug                         | Nr. | Fahrer                 |
| ---------------------------------------- | -------------------------------- | --- | ---------------------- |
| DS Techeetah                             | DS E-Tense FE20                  | 13  | António Félix da Costa |
| DS Techeetah                             | DS E-Tense FE20                  | 25  | James Rossiter         |
| DS Techeetah                             | DS E-Tense FE20                  | 25  | Jean-Éric Vergne       |
| Audi Sport ABT Schaeffler Formula E Team | Audi e-tron FE06                 | 11  | Lucas di Grassi        |
| Audi Sport ABT Schaeffler Formula E Team | Audi e-tron FE06                 | 66  | Daniel Abt             |
| Envision Virgin Racing                   | Audi e-tron FE06                 | 02  | Sam Bird               |
| Envision Virgin Racing                   | Audi e-tron FE06                 | 04  | Robin Frijns           |
| Nissan e.dams                            | Nissan IM02                      | 22  | Oliver Rowland         |
| Nissan e.dams                            | Nissan IM02                      | 23  | Sébastien Buemi        |
| BMW i Andretti Motorsport                | BMW iFE.20                       | 27  | Alexander Sims         |
| BMW i Andretti Motorsport                | BMW iFE.20                       | 28  | Maximilian Günther     |
| Mahindra Racing                          | Mahindra M6Electro               | 64  | Jérôme D’Ambrosio      |
| Mahindra Racing                          | Mahindra M6Electro               | 94  | Pascal Wehrlein        |
| Panasonic Jaguar Racing                  | Jaguar I-Type IV                 | 20  | Mitch Evans            |
| Panasonic Jaguar Racing                  | Jaguar I-Type IV                 | 51  | James Calado           |
| ROKiT Venturi Racing                     | Mercedes-Benz EQ Silver Arrow 01 | 19  | Felipe Massa           |
| ROKiT Venturi Racing                     | Mercedes-Benz EQ Silver Arrow 01 | 48  | Edoardo Mortara        |
| Mercedes-Benz EQ Formula E Team          | Mercedes-Benz EQ Silver Arrow 01 | 05  | Stoffel Vandoorne      |
| Mercedes-Benz EQ Formula E Team          | Mercedes-Benz EQ Silver Arrow 01 | 17  | Nyck de Vries          |
| Geox Dragon                              | Penske EV-4                      | 06  | Brendon Hartley        |
| Geox Dragon                              | Penske EV-4                      | 07  | Nico Müller            |
| NIO 333 FE Team                          | NIO FE-005                       | 03  | Oliver Turvey          |
| NIO 333 FE Team                          | NIO FE-005                       | 33  | Ma Qinghua             |
| TAG Heuer Porsche Formula E Team         | Porsche 99X Electric             | 18  | Neel Jani              |
| TAG Heuer Porsche Formula E Team         | Porsche 99X Electric             | 36  | André Lotterer         |

Anmerkungen
1. 1 2  Vergne musste aus gesundheitlichen Gründen das erste freie Training auslassen, stattdessen fuhr Rossiter den Wagen mit der Startnummer 25. Vergne übernahm das Fahrzeug vor dem zweiten freien Training wieder.

## Klassifikationen

### Qualifying
| Pos. | Fahrer                 | Team                                     | Zeit       | Superpole | Start |
| ---- | ---------------------- | ---------------------------------------- | ---------- | --------- | ----- |
| 01   | António Félix da Costa | DS Techeetah                             | 1:17,640   | 1:17,158  | 01    |
| 02   | Maximilian Günther     | BMW i Andretti Motorsport                | 1:17,562   | 1:17,227  | 02    |
| 03   | André Lotterer         | TAG Heuer Porsche Formula E Team         | 1:17,582   | 1:17,253  | 03    |
| 04   | Nyck de Vries          | Mercedes-Benz EQ Formula E Team          | 1:17,743   | 1:17,590  | 04    |
| 05   | Edoardo Mortara        | ROKiT Venturi Racing                     | 1:17,631   | 1:17,803  | 05    |
| 06   | Sébastien Buemi        | Nissan e.dams                            | 1:17,779   | 1:17,811  | 06    |
| 07   | Jérôme D’Ambrosio      | Mahindra Racing                          | 1:17,798   | –         | 07    |
| 08   | Alexander Sims         | BMW i Andretti Motorsport                | 1:17,830   | –         | 08    |
| 09   | Oliver Rowland         | Nissan e.dams                            | 1:17,839   | –         | 09    |
| 10   | James Calado           | Panasonic Jaguar Racing                  | 1:17,867   | –         | 10    |
| 11   | Jean-Éric Vergne       | DS Techeetah                             | 1:17,928   | –         | 11    |
| 12   | Brendon Hartley        | Geox Dragon                              | 1:17,944   | –         | 12    |
| 13   | Lucas di Grassi        | Audi Sport ABT Schaeffler Formula E Team | 1:17,958   | –         | 13    |
| 14   | Sam Bird               | Envision Virgin Racing                   | 1:18,064   | –         | 14    |
| 15   | Pascal Wehrlein        | Mahindra Racing                          | 1:18,069   | –         | 15    |
| 16   | Nico Müller            | Geox Dragon                              | 1:18,203   | –         | 16    |
| 17   | Stoffel Vandoorne      | Mercedes-Benz EQ Formula E Team          | 1:18,218   | –         | 17    |
| 18   | Daniel Abt             | Audi Sport ABT Schaeffler Formula E Team | 1:18,229   | –         | 18    |
| 19   | Oliver Turvey          | NIO 333 FE Team                          | 1:18,313   | –         | 19    |
| 20   | Felipe Massa           | ROKiT Venturi Racing                     | 1:18,675   | –         | 20    |
| 21   | Ma Qinghua             | NIO 333 FE Team                          | 1:19,359   | –         | 21    |
| –    | Robin Frijns           | Envision Virgin Racing                   | 1:27,444   | –         | 22    |
| –    | Neel Jani              | TAG Heuer Porsche Formula E Team         | 1:32,690   | –         | 23    |
| –    | Mitch Evans            | Panasonic Jaguar Racing                  | keine Zeit | –         | 24    |

### Rennen
| Pos. | Fahrer                 | Team                                     | Runden | Zeit       | Start | Schnellste Runde |
| ---- | ---------------------- | ---------------------------------------- | ------ | ---------- | ----- | ---------------- |
| 01   | António Félix da Costa | DS Techeetah                             | 34     | 46:52,757  | 01    | 1:21,082 (22.)   |
| 02   | Maximilian Günther     | BMW i Andretti Motorsport                | 34     | + 11,327   | 02    | 1:21,268 (22.)   |
| 03   | Jean-Éric Vergne       | DS Techeetah                             | 34     | + 12,034   | 11    | 1:20,911 (26.)   |
| 04   | Sébastien Buemi        | Nissan e.dams                            | 34     | + 12,282   | 06    | 1:21,724 (26.)   |
| 05   | Edoardo Mortara        | ROKiT Venturi Racing                     | 34     | + 15,657   | 05    | 1:21,628 (23.)   |
| 06   | Mitch Evans            | Panasonic Jaguar Racing                  | 34     | + 16,335   | 24    | 1:20,737 (27.)   |
| 07   | Lucas di Grassi        | Audi Sport ABT Schaeffler Formula E Team | 34     | + 18,706   | 13    | 1:21,970 (23.)   |
| 08   | André Lotterer         | TAG Heuer Porsche Formula E Team         | 34     | + 19,498   | 03    | 1:21,263 (25.)   |
| 09   | Oliver Rowland         | Nissan e.dams                            | 34     | + 29,126   | 09    | 1:21,988 (21.)   |
| 10   | Sam Bird               | Envision Virgin Racing                   | 34     | + 20,295   | 14    | 1:21,384 (29.)   |
| 11   | Nyck de Vries          | Mercedes-Benz EQ Formula E Team          | 34     | + 20,557   | 04    | 1:21,560 (29.)   |
| 12   | Robin Frijns           | Envision Virgin Racing                   | 34     | + 22,373   | 22    | 1:21,054 (24.)   |
| 13   | Jérôme D’Ambrosio      | Mahindra Racing                          | 34     | + 22,785   | 07    | 1:22,554 (30.)   |
| 14   | Daniel Abt             | Audi Sport ABT Schaeffler Formula E Team | 34     | + 25,080   | 18    | 1:21,708 (30.)   |
| 15   | Stoffel Vandoorne      | Mercedes-Benz EQ Formula E Team          | 34     | + 25,969   | 17    | 1:22,055 (26.)   |
| 16   | James Calado           | Panasonic Jaguar Racing                  | 34     | + 26,528   | 10    | 1:22,286 (33.)   |
| 17   | Felipe Massa           | ROKiT Venturi Racing                     | 34     | + 27,486   | 20    | 1:21,610 (21.)   |
| 18   | Neel Jani              | TAG Heuer Porsche Formula E Team         | 34     | + 44,476   | 23    | 1:22,821 (12.)   |
| 19   | Brendon Hartley        | Geox Dragon                              | 34     | + 49,002   | 12    | 1:22,611 (14.)   |
| 20   | Nico Müller            | Geox Dragon                              | 34     | + 53,075   | 16    | 1:21,184 (31.)   |
| 21   | Oliver Turvey          | NIO 333 FE Team                          | 34     | + 59,969   | 19    | 1:22,200 (26.)   |
| 22   | Pascal Wehrlein        | Mahindra Racing                          | 34     | + 1:13,171 | 15    | 1:20,345 (29.)   |
| 23   | Ma Qinghua             | NIO 333 FE Team                          | 33     | + 1 Runde  | 21    | 1:23,027 (32.)   |
| –    | Alexander Sims         | BMW i Andretti Motorsport                | 33     | DNF        | 08    | 1:21,714 (23.)   |

## Meisterschaftsstände nach dem Rennen
Die ersten Zehn des Rennens bekamen 25, 18, 15, 12, 10, 8, 6, 4, 2 bzw. 1 Punkt(e). Zusätzlich gab es drei Punkte für die Pole-Position, einen Punkt für den schnellsten Fahrer nach der Qualifying-Gruppenphase und einen Punkt für den Fahrer unter den ersten Zehn, der die schnellste Rennrunde erzielte.

### Fahrerwertung
| Pos. | Fahrer                 | Team                                     | Punkte |
| ---- | ---------------------- | ---------------------------------------- | ------ |
| 01   | António Félix da Costa | DS Techeetah                             | 67     |
| 02   | Mitch Evans            | Panasonic Jaguar Racing                  | 56     |
| 03   | Alexander Sims         | BMW i Andretti Motorsport                | 46     |
| 04   | Maximilian Günther     | BMW i Andretti Motorsport                | 44     |
| 05   | Lucas di Grassi        | Audi Sport ABT Schaeffler Formula E Team | 38     |
| 06   | Stoffel Vandoorne      | Mercedes-Benz EQ Formula E Team          | 38     |
| 07   | Edoardo Mortara        | ROKiT Venturi Racing                     | 32     |
| 08   | Jean-Éric Vergne       | DS Techeetah                             | 31     |
| 09   | Oliver Rowland         | Nissan e.dams                            | 30     |
| 10   | Sam Bird               | Envision Virgin Racing                   | 29     |
| 11   | Sébastien Buemi        | Nissan e.dams                            | 27     |
| 12   | André Lotterer         | TAG Heuer Porsche Formula E Team         | 25     |

| Pos. | Fahrer            | Team                                     | Punkte |
| ---- | ----------------- | ---------------------------------------- | ------ |
| 13   | Nyck de Vries     | Mercedes-Benz EQ Formula E Team          | 18     |
| 14   | Pascal Wehrlein   | Mahindra Racing                          | 14     |
| 15   | Robin Frijns      | Envision Virgin Racing                   | 10     |
| 16   | James Calado      | Panasonic Jaguar Racing                  | 10     |
| 17   | Daniel Abt        | Audi Sport ABT Schaeffler Formula E Team | 8      |
| 18   | Jérôme D’Ambrosio | Mahindra Racing                          | 3      |
| 19   | Felipe Massa      | ROKiT Venturi Racing                     | 2      |
| 20   | Brendon Hartley   | Geox Dragon                              | 2      |
| 21   | Oliver Turvey     | NIO 333 FE Team                          | 0      |
| 22   | Nico Müller       | Geox Dragon                              | 0      |
| 23   | Neel Jani         | TAG Heuer Porsche Formula E Team         | 0      |
| 24   | Ma Qinghua        | NIO 333 FE Team                          | 0      |

### Teamwertung
| Pos. | Team                                     | Punkte |
| ---- | ---------------------------------------- | ------ |
| 01   | DS Techeetah                             | 98     |
| 02   | BMW i Andretti Motorsport                | 90     |
| 03   | Panasonic Jaguar Racing                  | 66     |
| 04   | Nissan e.dams                            | 57     |
| 05   | Mercedes-Benz EQ Formula E Team          | 56     |
| 06   | Audi Sport ABT Schaeffler Formula E Team | 46     |

| Pos. | Team                             | Punkte |
| ---- | -------------------------------- | ------ |
| 07   | Envision Virgin Racing           | 39     |
| 08   | ROKiT Venturi Racing             | 34     |
| 09   | TAG Heuer Porsche Formula E Team | 25     |
| 10   | Mahindra Racing                  | 17     |
| 11   | Geox Dragon                      | 2      |
| 12   | NIO 333 FE Team                  | 0      |